# Osni de Medeiros Régis
Osni de Medeiros Régis (Florianópolis, 1 de dezembro de 1917 — Florianópolis, 25 de janeiro de 1991) foi um advogado e político brasileiro.
Filho de Clarimundo Régis e Júlia de Medeiros Régis.
Bacharel em direito pela Faculdade de Direito de Santa Catarina (1944).
Foi prefeito de Lages, de 1951 a dezembro de 1954.
Foi deputado à Assembleia Legislativa de Santa Catarina na 3ª legislatura (1955 — 1959) e na 4ª legislatura (1959 — 1963).
Foi deputado à Câmara dos Deputados na 42ª legislatura (1963 — 1967) e na 43ª legislatura (1967 — 1971).
Foi professor da Universidade Federal de Santa Catarina.